# Rodgers + Hammerstein's Cinderella (musical de 2013)
Rodgers + Hammerstein's Cinderella es un musical en dos actos con música de Richard Rodgers, letras de Oscar Hammerstein II y libreto de Douglas Carter Beane, basado parcialmente en una adaptación televisiva del cuento clásico de Charles Perrault que fue escrita por el propio Hammerstein y emitida en 1957 con Julie Andrews como protagonista. Su trama central gira en torno a Ella, una muchacha idealista y de buen corazón que al quedarse huérfana es obligada a una vida de servidumbre por su cruel madrastra. Cuando el príncipe Topher anuncia un gran baile para encontrar a la futura reina, Ella logra asistir gracias a la ayuda de su hada madrina, conquistando al joven heredero e inspirándolo a desafiar las injusticias de su reino.
Tras el estreno en televisión, numerosas escenificaciones teatrales comenzaron a proliferar a lo largo de todo el mundo, pero no fue hasta 2013 cuando Cinderella llegó a Broadway con un nuevo libreto de Douglas Carter Beane y canciones adicionales del catálogo de Rodgers y Hammerstein. Esta versión, que después ha dado lugar a varios montajes internacionales, presenta personajes inéditos e incorpora sensibilidades contemporáneas a la historia, tocando temas como el empoderamiento femenino o la lucha contra los abusos de la clase gobernante. Dirigida por Mark Brokaw, la producción original de Broadway se mantuvo en cartel durante casi dos años y recibió diferentes reconocimientos entre los que se incluye un premio Tony al mejor diseño de vestuario.

## Argumento

### Acto I
Ella es una muchacha soñadora y de buen corazón que al quedarse huérfana se ve obligada a trabajar como sirvienta para su madrastra Madame y sus hermanastras Charlotte y Gabrielle. Dado que Ella siempre está manchada de ceniza porque le gusta sentarse junto a la chimenea, todos se refieren a ella con el nombre de «Cenicienta». Su única vía de escape es cuando, en la soledad del bosque, imagina una vida mejor («Prologue»).
Por otro lado, el príncipe heredero al trono se llama Topher y, al igual que Ella, también es huérfano. Aunque ha salido victorioso luchando contra infinidad de criaturas fantásticas, Topher se siente inseguro ante su próxima coronación («Me, Who Am I?»). De camino a palacio, la comitiva del príncipe hace un alto frente a la cabaña de Ella y la joven sirvienta ofrece agua a Topher. Una vez que el séquito real se ha ido, Ella comparte un momento con sus amigos Marie, una excéntrica anciana a la que suelen tomar por loca, y Jean-Michel, un revolucionario en ciernes. Madame regresa a casa acompañada de sus hijas e impone nuevas tareas a Ella. Jean-Michel corteja a la sumisa Gabrielle, quien, a diferencia de su hermana Charlotte, trata bien a Ella. Tras sufrir otra muestra de crueldad por parte de Madame, Ella fantasea con recorrer el mundo y vivir emocionantes aventuras («In My Own Little Corner»).
En palacio, el Lord Canciller Sebastian, que es quien realmente gobierna en la sombra, manipula a Topher para que se case y así distraiga al pueblo de su creciente descontento. Se acuerda que la futura reina sea elegida en un gran baile de máscaras al que acudirán todas las doncellas que puedan costearse un vestido. Sebastian envía a su hombre de confianza, Lord Pinkleton, a anunciar la noticia en las calles de la ciudad, donde Jean-Michel se encuentra intentando convencer al pueblo para que alce su voz contra las políticas abusivas del gobierno («The Prince is Giving a Ball»/«Now is the Time»).
La cabaña de Madame es un torbellino de actividad con los preparativos previos al baile. Mientras las hermanastras se arreglan, Sebastian y Madame conspiran para asegurarse de que Charlotte sea la escogida por el príncipe. Jean-Michel llega y regala flores a Gabrielle, pero Madame lo expulsa sin miramientos. Cuando la casa se queda vacía, el joven revolucionario le dice a Ella que alguien debería ir a palacio y hablarle al príncipe de los problemas de sus súbditos. A solas, Ella imagina cómo sería volver a ver a Topher («In My Own Little Corner (Reprise)»). Marie visita a Ella y las dos amigas bromean sobre todas las cosas que harían falta para poder asistir al baile. De repente, la anciana se transforma en un hada madrina capaz de hacer realidad lo imposible, incluyendo convertir los harapos de Ella en un hermoso vestido blanco y una simple calabaza en un carruaje con caballos, cochero y lacayo («Impossible»). Ella pone rumbo a palacio tras ser advertida por Marie de que el hechizo mágico se romperá a medianoche («It's Possible»).
En el baile, Ella deslumbra con su amabilidad y buenas maneras, especialmente al príncipe («Ten Minutes Ago»). Los dos jóvenes bailan un majestuoso vals, contagiando de alegría al resto de invitados («Cinderella Waltz»/«Ten Minutes Ago (Reprise)»). De pronto, el reloj marca las doce y Ella tiene que marcharse, no sin antes alertar a Topher de las injusticias que están ocurriendo en el reino. Con las prisas, la muchacha casi pierde uno de sus zapatos de cristal veneciano, aunque por suerte logra recuperarlo en el último momento.

### Acto II
Topher organiza una partida de búsqueda para localizar a la misteriosa desconocida que le ha hablado con tanta franqueza, mientras Charlotte y las damas de la corte se preguntan qué es lo que el príncipe puede ver en una chica así («Stepsister's Lament»). Los hombres de Topher persiguen a Ella por el bosque, pero no son capaces de atraparla («The Pursuit»).
A salvo en casa, Ella rememora su experiencia con el príncipe («He Was Tall»). Madame, Charlotte y Gabrielle regresan de palacio y Ella les relata cómo «imagina» que debe haber sido la velada («When You're Driving Through the Moonlight»). Por primera vez, las cuatro comparten unos instantes de diversión y entendimiento («A Lovely Night»). Gabrielle empieza a sospechar que Ella podría ser la mujer que ha causado sensación en el baile y, cuando se quedan solas, consigue que su hermanastra confiese. Ella pide disculpas por haber acaparado al príncipe, pero Gabrielle le dice que no se preocupe porque ella a quien quiere en realidad es a Jean-Michel. Las dos prometen apoyarse y guardar sus respectivos secretos («A Lovely Night (Reprise)»).
Han pasado varios días y Topher sigue tras los pasos de Ella («Loneliness of Evening»). Gracias a las sinceras palabras de la joven, el príncipe comienza a abrir los ojos ante los abusos que Sebastian ha estado cometiendo en su nombre. Dispuesto a encontrar a la misteriosa fugitiva, Topher organiza un gran banquete con la esperanza de que ella acuda («Announcing the Banquet»).
La noche del banquete, Gabrielle finge una indigestión para citarse en secreto con Jean-Michel, pero Madame descubre el engaño y, furiosa, echa a su hija de casa. Antes de partir hacia palacio, Madame destroza el vestido que Gabrielle había regalado a Ella, impidiendo así su asistencia al banquete. Afortunadamente, el hada madrina interviene y pone remedio a la situación («There's Music in You»).
Topher y Ella se reencuentran en las escaleras de palacio. Con la ayuda de Jean-Michel y Gabrielle, Ella inspira a Topher a convertirse en un gobernante justo («Now Is the Time (Reprise)»). El príncipe asume su responsabilidad y convoca elecciones a un nuevo cargo, el de primer ministro, que será quien le aconseje en adelante. A solas, Topher y Ella se declaran su amor («Do I Love You Because You're Beautiful?»), pero de repente el reloj anuncia la medianoche y la muchacha tiene que salir corriendo. Esta vez, Ella deja atrás uno de sus zapatos de cristal para que Topher pueda identificarla.
El príncipe invita a cada doncella casadera del reino a probarse el zapato de cristal. Una a una, las postulantes fracasan en el intento, hasta que aparece Ella cubierta de harapos y su pie encaja a la perfección. Topher reconoce maravillado a la chica que un día le ofreció agua de camino a palacio. Madame y Charlotte se disculpan ante la futura reina, quien, haciendo gala de su generosidad, las perdona («The Shoe Fits»). El príncipe propone matrimonio a Ella y la joven acepta feliz («The Proposal»).
Algún tiempo después, Jean-Michel ha sido elegido primer ministro y su relación con Gabrielle finalmente cuenta con el beneplácito de Madame. Suenan campanas de boda y todos se reúnen para celebrar el enlace de Topher y Ella en un reino transformado por la justicia y el amor («The Wedding»).

## Producciones
| Producción           | Teatro           | Fecha de estreno         | Fecha de cierre     | Dirección         |
| Broadway             | Broadway Theatre | 3 de marzo de 2013       | 3 de enero de 2015  | Mark Brokaw       |
| Gira en Norteamérica | Varios           | 10 de octubre de 2014    | 8 de mayo de 2016   | Mark Brokaw       |
| Gira en Norteamérica | Varios           | 27 de septiembre de 2016 | 28 de abril de 2019 | Gina Rattan       |
| Madrid               | Teatro Coliseum  | 3 de octubre de 2025     |                     | Anthony Van Laast |

Otras producciones
La versión de Cinderella con libreto de Douglas Carter Beane se ha representado en países como Australia, Brasil, Canadá, Estados Unidos, México, Reino Unido o Rusia, y ha sido traducida a varios idiomas diferentes.
Entre el 26 y el 28 de abril de 2019, la segunda gira norteamericana realizó una parada en el Showcenter Complex de Monterrey, suponiendo el debut del espectáculo en Hispanoamérica. Las funciones fueron en inglés con subtítulos proyectados en grandes pantallas.

## Números musicales
| Acto I - «Overture» - «Prologue» - «Me, Who Am I?» - «In My Own Little Corner» - «The Prince Is Giving a Ball»/«Now Is the Time» - «Cinderella March» - «In My Own Little Corner (Reprise)» - «Impossible» - «It's Possible» - «Gavotte» - «Ten Minutes Ago» - «Cinderella Waltz» - «Ten Minutes Ago (Reprise)» | Acto II - «Entr'acte» - «Stepsister's Lament» - «The Pursuit» - «He Was Tall» - «When You're Driving Through the Moonlight» - «A Lovely Night» - «A Lovely Night (Reprise)» - «Loneliness of Evening» - «Announcing the Banquet» - «There's Music in You» - «Now Is the Time (Reprise)» - «Do I Love You Because You're Beautiful?» - «The Shoe Fits» - «The Proposal» - «The Wedding» |

A diferencia de la versión televisiva que consta de tres partes, el musical con libreto de Douglas Carter Beane se divide en dos actos e incluye canciones adicionales del catálogo de Rodgers y Hammerstein como «Me, Who Am I?», «Now Is the Time», «He Was Tall», «Loneliness of Evening» o «There's Music in You».

## Repartos originales
| Personaje      | Broadway (2013) | Gira en Norteamérica (2014) | Gira en Norteamérica (2016) | Madrid (2025)    |
| Ella           | Laura Osnes     | Paige Faure                 | Tatyana Lubov               | Paule Mallagaray |
| Topher         | Santino Fontana | Andy Jones                  | Hayden Stanes               | Briel González   |
| Marie          | Victoria Clark  | Kecia Lewis                 | Leslie Jackson              | Mayca Teba       |
| Madame         | Harriet Harris  | Beth Glover                 | Sarah Primmer               | Mariola Peña     |
| Gabrielle      | Marla Mindelle  | Ashley Park                 | Mimi Robinson               | María Gago       |
| Charlotte      | Ann Harada      | Aymee Garcia                | Joanna Johnson              | Caro Gestoso     |
| Sebastian      | Peter Bartlett  | Blake Hammond               | Ryan M. Hunt                | José Navar       |
| Jean-Michel    | Greg Hildreth   | David Andino                | Chris Woods                 | Eloi Gómez       |
| Lord Pinkleton | Phumzile Sojola | Antoine L. Smith            | Vincent Davis               | Jaume Giró       |

## Grabaciones
Hasta la fecha se han editado los álbumes grabados por los elencos de Broadway (2013) y Rusia (2016).

## Premios y nominaciones

### Producción original de Broadway
| Año  | Premio                     | Categoría                             | Nominado                    | Resultado |
| ---- | -------------------------- | ------------------------------------- | --------------------------- | --------- |
| 2013 | Tony Award                 | Mejor revival de un musical           | Mejor revival de un musical | Nominado  |
| 2013 | Tony Award                 | Mejor libreto de un musical           | Douglas Carter Beane        | Nominado  |
| 2013 | Tony Award                 | Mejor actor principal en un musical   | Santino Fontana             | Nominado  |
| 2013 | Tony Award                 | Mejor actriz principal en un musical  | Laura Osnes                 | Nominada  |
| 2013 | Tony Award                 | Mejor actriz de reparto en un musical | Victoria Clark              | Nominada  |
| 2013 | Tony Award                 | Mejor diseño de vestuario             | William Ivey Long           | Ganador   |
| 2013 | Tony Award                 | Mejor diseño de iluminación           | Kenneth Posner              | Nominado  |
| 2013 | Tony Award                 | Mejor diseño de sonido                | Nevin Steinberg             | Nominado  |
| 2013 | Tony Award                 | Mejores orquestaciones                | Danny Troob                 | Nominado  |
| 2013 | Drama Desk Award           | Mejor revival de un musical           | Mejor revival de un musical | Nominado  |
| 2013 | Drama Desk Award           | Mejor actriz en un musical            | Laura Osnes                 | Ganadora  |
| 2013 | Drama Desk Award           | Mejor coreografía                     | Josh Rhodes                 | Nominado  |
| 2013 | Drama Desk Award           | Mejor diseño de vestuario             | William Ivey Long           | Ganador   |
| 2013 | Drama Desk Award           | Mejores orquestaciones                | Danny Troob                 | Ganador   |
| 2013 | Drama League Award         | Mejor revival de un musical           | Mejor revival de un musical | Nominado  |
| 2013 | Drama League Award         | Mejor intérprete                      | Laura Osnes                 | Nominada  |
| 2013 | Outer Critics Circle Award | Mejor revival de un musical           | Mejor revival de un musical | Nominado  |
| 2013 | Outer Critics Circle Award | Mejor libreto de un musical           | Douglas Carter Beane        | Nominado  |
| 2013 | Outer Critics Circle Award | Mejor actor en un musical             | Santino Fontana             | Nominado  |
| 2013 | Outer Critics Circle Award | Mejor actriz en un musical            | Laura Osnes                 | Nominada  |
| 2013 | Outer Critics Circle Award | Mejor actriz de reparto en un musical | Victoria Clark              | Nominada  |
| 2013 | Outer Critics Circle Award | Mejor coreografía                     | Josh Rhodes                 | Nominado  |
| 2013 | Outer Critics Circle Award | Mejor diseño de vestuario             | William Ivey Long           | Ganador   |
| 2013 | Outer Critics Circle Award | Mejor diseño de iluminación           | Kenneth Posner              | Nominado  |